# Beat Schlatter

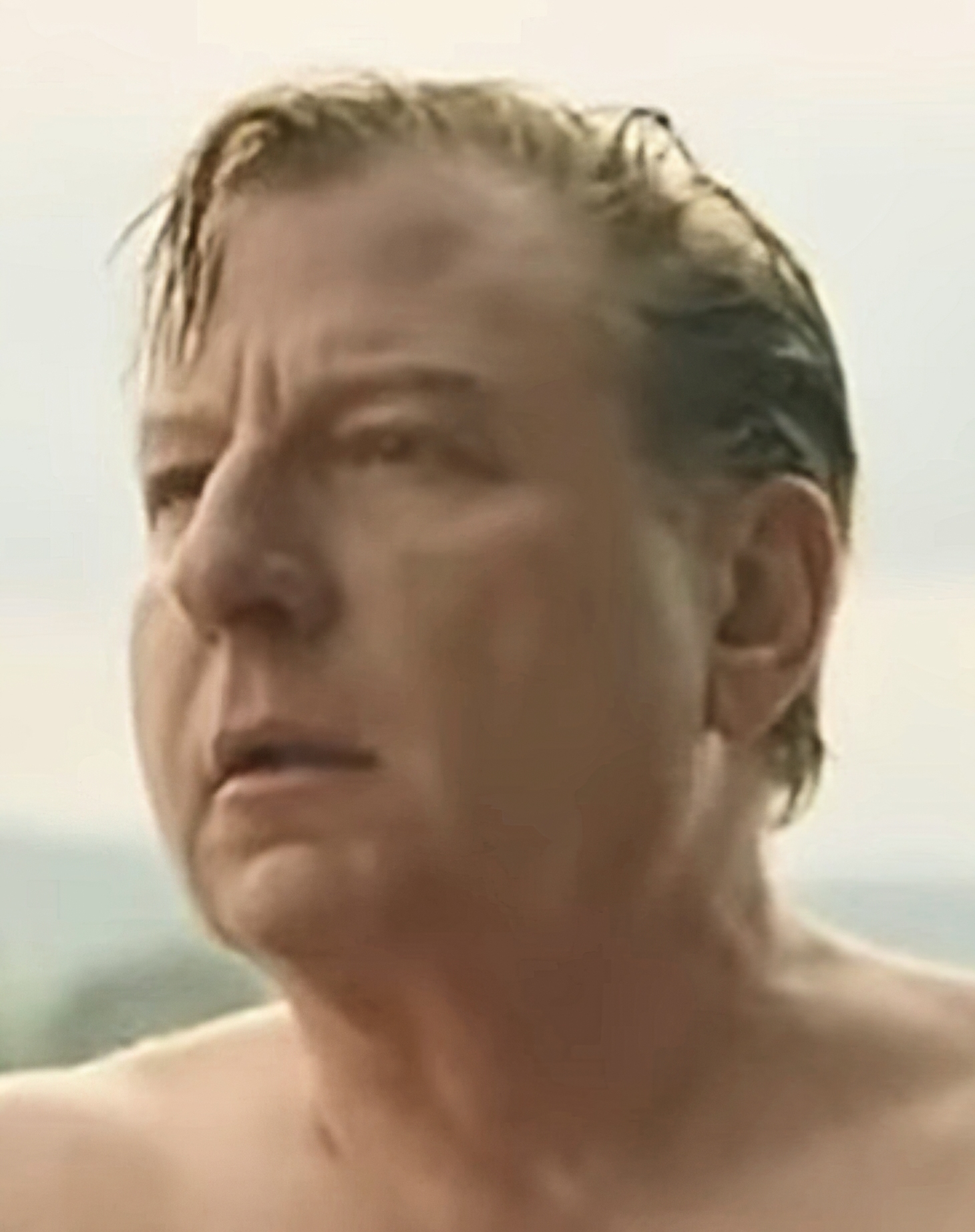
Beat Schlatter im Film Bon Schuur Ticino (2023)

Beat Schlatter (* 5. Mai 1961 in Zürich) ist ein Schweizer Kabarettist, Schauspieler und Drehbuchautor.

## Leben und Karriere
Beat Schlatter wuchs in Rüschlikon auf. Er absolvierte eine Lehre als Innendekorateur, übte aber diesen Beruf nie aus. Von 1979 bis 1982 spielte er als Schlagzeuger in verschiedenen Punk-Bands wie Liliput. Mit Liliput sammelte er auch Bühnenerfahrung im Musical Der Hundeschwindel von Moskau im Jahr 1983 mit Kompositionen von Stephan Eicher. Bekannter wurde er nach 1984 mit der Gründung des Kabarett Götterspass, zusammen mit Patrick Frey und Enzo Esposito. Die Gruppe gewann 1992 den Salzburger Stier und die Oltner Tanne und nahm an der Erstausgabe des Arosa Humor-Festivals teil.
Von 1991 bis 1996 war er Mitarbeiter der Schweizer Konsumentenschutzsendung Kassensturz. Nebenbei organisierte er Bingoabende, welche auch ein jüngeres Publikum anzusprechen versuchten. Die Preise waren meist etwas ausgefallen.
Die bisher grössten Werke Schlatters sind die beiden Filme Katzendiebe (1996) und Komiker (2000), in denen er Drehbuchautor und Darsteller ist. Katzendiebe gewann den Prix Walo, Komiker den SSA-Preis für das beste Drehbuch. 2012 wurde er mit dem Prix Walo 2011 in der Sparte Schauspieler/Schauspielerin geehrt für sein Stück Seegfrörni 2012 und den Film Hoselupf.
Seit 2014 arbeitet Beat Schlatter mit dem Schweizer Schauspieler, Produzent und Regisseur Pascal Ulli zusammen. Die beiden haben bisher 5 Theaterstücke produziert, bei denen Beat Schlatter spielt und schreibt und Pascal Ulli spielt und Regie führt.
In der Seifenoper Lüthi und Blanc im Schweizer Fernsehen spielte er die Figur des «Willi».
Schlatter erfand 1976 den Namen Aqui für das gleichnamige Mineralwasser. Dafür wurde er mit drei Goldvreneli belohnt.
Für das beliebte Jass-Computerprogramm Stöck Wyys Stich lieh er einem Computerspieler seine Stimme.
Schlatter ist seit 2011 verheiratet und lebt im Zürcher Niederdorf.
Am 6. März 2015 wurde er am Bahnhof Meilen Opfer einer Prügelattacke eines geistig Verwirrten und erlitt dabei schwere Gesichtsverletzungen.
Schlatter ist seit Jahrzehnten Sammler von Post- und Ansichtskarten. Ein Schwerpunkt dieser Sammlung sind Karten aus der Hochblüte der europäischen Ferienzeit zwischen den 1960er- und 1980er-Jahren, von denen er Teile 2020 in einem Buch veröffentlichte.
2024 erhielt sein bisher erfolgreichster Film Bon Schuur Ticino den Prix Walo. Bon Schuur Ticino schaffte es in die Top Ten der erfolgreichsten Schweizer Filme aller Zeiten und belegt den 7. Platz.

## Filmografie
- 1996: Katzendiebe. Regie: Markus Imboden (Drehbuch von Schlatter, Imboden und Frey)
- 1999: Exklusiv. Regie: Florian Froschmayer
- 2000: Komiker. Regie: Markus Imboden (Drehbuch von Schlatter und Walter Bretscher)
- 2004: Ferienfieber. Regie: This Lüscher
- 2005: Mein Name ist Eugen. Regie: Michael Steiner
- 2006: Kleine Fische. Regie: Petra Volpe
- 2006: Flanke ins All. Regie: Marie-Louise Bless
- 2007: AlpTraum.[12] Regie: This Lüscher (Kurzfilm)
- 2009: Die Standesbeamtin. Regie: Micha Lewinsky
- 2010: Die Praktikantin. Regie: Peter Luisi
- 2010: MAY. Regie: Natascha Beller (Kurzfilm) (Online-Video)
- 2011: Halbschlaf.[13] Regie: Johannes Hartmann (Kurzfilm)
- 2011: Hoselupf – Oder wie man ein Böser wird. Regie: This Lüscher (Video-Trailer)
- 2011: Ein Sommersandtraum (Originaltitel Der Sandmann). Regie: Peter Luisi
- 2012: Nachtexpress. Regie: Alex E. Kleinberger
- 2013: Himmelfahrtskommando. Regie: Dennis Ledergerber
- 2014: The Wellington. Regie: Franco Zilli. (Kurzfilm 18 Min)
- 2014: Der Gehörnte. Regie: Tillo Spreng. (Kurzfilm).
- 2017: Flitzer. Regie: Peter Luisi (Drehbuch von Schlatter und Luisi).
- 2019: Wir Eltern. Regie: Eric Bergkraut und Ruth Schweikert (Komödie)
- 2019: Die fruchtbaren Jahre sind vorbei. Regie: Natascha Beller (Komödie)
- 2023: Bon Schuur Ticino. Regie: Peter Luisi (Komödie)

## Theater (Auswahl)
- 1983: Der Hundeschwindel von Moskau. Mit Stephan Eicher, Patrick Frey, Klaudia Schifferle und Martin Hess
- 1990: Kunst und Schinken. Mit Viktor Giacobbo und Charlotte Heinimann
- 2007: Der beliebte Bruder.[14] Komödie. Schlatter und Frey. Regie: Katja Früh. Breuninger Theaterverlag
- 2009: Boeing-Boeing von Marc Camoletti
- 2010: Das Drama.Komödie. Schlatter und Frey. Regie: Katja Früh.
- 2011: Seegfrörni 2012. Mit Patrick Frey.[15]Breuninger Theaterverlag
- 2013: Wenn ein Lied erklingt. Drama von Achim Lück.
- 2014: Rosemarie. Von Stephan King. Regie: Dominik Müller.
- 2014: Polizeiruf 117. Komödie von Beat Schlatter und Stephan Pörtner. Mit Andrea Zogg, Regula Imboden u. a. Regie: Pascal Ulli., Breuninger Theaterverlag
- 2015: Pornosüchtig. Regie Pascal Ulli.
- 2018/2019: Die Bank-Räuber. Komödie von Beat Schlatter und Stephan Pörtner. Regie: Pascal Ulli.
- 2021: Ab die Post. Komödie von Beat Schlatter und Christoph Fellmann. Regie: Pascal Ulli., Breuninger Theaterverlag

## Fernsehen (Auswahl)
- 2013: Late-Night Quiz Metzgete – Heiteres Prominentenraten Mit Fabian Unteregger, FaroTV und SRF

## Programme mit Kabarett Götterspass (Auswahl)
- Für Susi (1984)
- Der Weg zum Ruhm (1985)
- Das offizielle Festprogramm (1991)
- Die grosse Schwamendinger-Oberdorfoper (1992)
- Der Betriebsanlass (1993)
- Hochzeit (1997)